# Масовка (кіно)

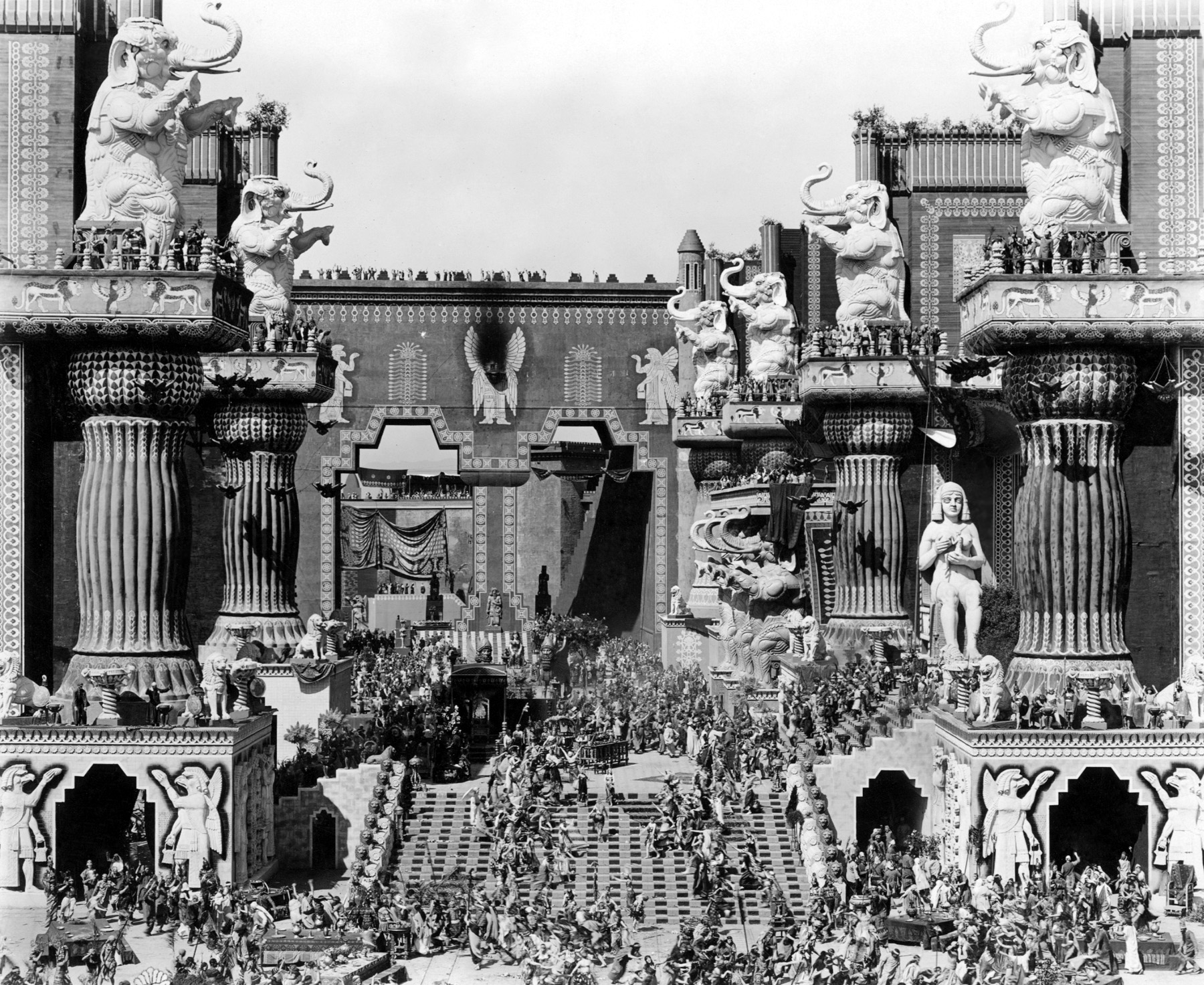
Епізод «Бенкет Валтасара» з фільму «Нетерпимість» (1916), у якому задіяно одну з найбільших масовок у німому кіно

Масовка в кіно — екранна сцена, в якій активно діє велика кількість людей.
Основне завдання масової сцени — створення образу маси сцен (наприклад, батальних) у кінофільмах. Часто для участі у масовках запрошують непрофесіоналів або акторів з низькою оплатою. Окремих учасників масовки називають статистами.
Перші масовки у кінематографі почали застосовувати в італійських історичних фільмах 1910-х років — «Камо грядеші», «Звільнений Єрусалим», «Кабірія». У зйомках деяких кадрів в цих фільмах бере участь кілька сотень статистів.
Голлівудські масовки у 1920-1930-х роках стали особливо масшабними. Так, у найвідомішому епізоді «Бенкет Валтасара» в «Нетерпимості» Девіда Гріффіта в одному кадрі було задіяно 4 тисячі статистів, для зйомки яких камеру довелося піднімати на повітряній кулі. Найбільша ж масовка в «Нетерпимості», за словами режисера, досягала 16 000 осіб.
У радянському кіно масовка отримала розвиток у фільмах Ейзенштейна «Страйк», «Панцерник „Потьомкін“», «Іван Грозний». У цих стрічках найбільший ефект досягається монтажним зіставленням кадрів масовки і великих планів окремих її учасників.